# Rhypopteryx ganymedes
Rhypopteryx ganymedes är en fjärilsart som beskrevs av Erich Martin Hering 1926. Rhypopteryx ganymedes ingår i släktet Rhypopteryx och familjen tofsspinnare. Inga underarter finns listade.